# Koeripur
Koeripur è una suddivisione dell'India, classificata come nagar panchayat, di 7.268 abitanti, situata nel distretto di Sultanpur, nello stato federato dell'Uttar Pradesh.